# Північний котик
Північний котик (Callorhinus) — рід морських левів. До нього належать сучасний північний морський котик (Callorhinus ursinus), а також вимерлий Callorhinus gilmorei та неназваний вид, обидва з пліоцену та самого початку плейстоцену.
Callorhinus може бути спорідненим родом з вимерлим гігантським вухачевим, Thalassoleon.